# Запускалов, Игорь Викторович
Игорь Викторович Запускалов (19 сентября 1957, Томск — 25 июля 2016, Томск) — доктор медицинских наук, профессор, заведующий кафедрой офтальмологии Сибирского государственного медицинского университета (1994—2016) в Томске. Председатель Общества офтальмологов Томской области (1994—2016). Главный внештатный офтальмолог Департамента здравоохранения Томской области (2012—2016). Лауреат конкурса Томской области в сфере образования и науки (2001). Член организационного комитета международной Ассоциации исследования зрения и офтальмологии (ARVO, USA).

## Образование
В 1980 году окончил Томский медицинский институт ордена Трудового Красного Знамени по специальности «лечебное дело» и прошел свой профессиональный путь от препаратора кафедры глазных болезней ТМИ до заведующего кафедрой офтальмологии ГБОУ ВПО СибГМУ Минздрава РФ (с 1994). В 1989 году в Совете при Всесоюзном НИИ глазных болезней МЗ СССР (Москва) Запускалов И. В. защитил диссертацию «Регионарная гемодинамика глаза при начальной стадии гипертонической болезни» на соискание ученой степени кандидата медицинских наук по специальности «глазные болезни». В 1995 в диссертационном совете при СибГМУ (Томск) защитил диссертацию «Роль венозных сосудов в регуляции периферического кровообращения в норме и при артериальной гипертензии» на соискание ученой степени доктора медицинских наук по специальностям «нормальная физиология» и «патологическая физиология». В 1997 г. Запускалову И. В. присуждено ученое звание профессора по кафедре «глазных болезней».
Учителя Запускалова И. В. — д.м.н. проф. Т. И. Селицкая — зав. кафедрой глазных болезней ТМИ (1972—1994) и академик РАН, д.м.н., профессор . М. А. Медведев — зав. кафедрой нормальной физиологии СибГМУ по настоящее время.

## Профессиональная деятельность и область исследований
За годы профессиональной деятельности профессора Запускалова И. В. им были получены международные сертификаты (ссылка 10, 11) на определённые виды операций по витреоретинальной хирургии (Тюбингенские курсы 1995, 2007); факоэмульсификации катаракты (Аллергановские курсы, 1991); ежегодно профессор Запускалов И. В. принимал активное участие в работе витреоретинального клуба ФГБУ «МНТК „Микрохирургия глаза“ им. акад. С. Н. Федорова» Минздрава России.
Выполнял хирургические вмешательства при патологии переднего и заднего отрезка глаза, владел современными методами витреоретинальной хирургии. Проводил лечение с помощью лазерных методов заболеваний сетчатки, сосудистого тракта, глаукомы, вторичной катаракты, периферического увеита. Вел пациентов с хирургической и консервативной патологией.
Владел немецким и английским языком, поэтому легко контактировал с иностранными коллегами. В 1991 находился в Германии для проведения консультаций в Ессене и Дуисбурге (Germany) (Ссылка 13). В 2001 г. по просьбе пациента И. В. читал курс лекций по гемодинамике глаза на медицинском факультете технического университета K.G. Karusa (Dresden, Germany).
Как заведующий кафедрой офтальмологии читал лекционные курсы у студентов 5 курса лечебного и педиатрического факультетов, разрабатывал новые программы, методические пособия по офтальмологии для студентов, интернов и ординаторов. Руководил работой студенческого научного кружка, создавал будущие научные кадры из молодежи. Принимал экзамены и курировал работу интернов и ординаторов на кафедре, являясь их наставником.
За годы жизни под его руководством защищены 5 докторских и 16 кандидатских диссертаций, опубликовано 321 печатная работа, в том числе 9 монографий и англо-русский офтальмологический словарь, 5 методических рекомендаций, 2 из них имеют гриф УМО по медицинскому и фармацевтическому образованию вузов России, 5 учебных пособий, получено 24 патента на изобретения (ссылка 1 со сканами), в которых разработана новая функциональная классификация сердечно-сосудистой системы, показан механизм работы «периферического» сердца, доказана ведущая роль венозных сосудов в регуляции периферического кровообращения, дано новое патофизиологическое объяснение механизма развития диабетической витреоретинопатии, на основании которого разработаны принципиально новые методы лечения офтальмологических осложнений больных сахарным диабетом, воспалительных и дистрофических заболеваний глаза.
Результатом 30-летней работы профессора и его учеников стала разработка единой концепции механизма воспалительных и дегенеративных заболеваний глаза и его придаточного аппарата. Это позволило успешно использовать различные методы лазерного воздействия для лечения заболеваний глаз.
Был руководителем научных комплексных тем в СибГМУ по «Механике кровообращения глаза» и «Пролиферативному синдрому в офтальмологии». В 2003—2004 гг. и 2006—2007 гг. осуществлял научное руководство грантами Президента РФ № МК-2697.2003.04 и № МД- 6837.2006.7.
Результаты исследований доложены на международных и всероссийских офтальмологических форумах; с 1995 года по 2010 гг. под руководством Запускалова И. В. работала программа обмена опытом и специалистами в области офтальмологии с глазным институтом Крэсги (г. Детройт, США), где повысили свою квалификацию за счет принимающей стороны и получили международные сертификаты 11 сотрудников кафедры и клиники офтальмологии СибГМУ (Ссылка 8); с 2000 по 2010 гг. на международном конгрессе Ассоциации исследования зрения и офтальмологии (ARVO, США) представлены 20 докладов по актуальным проблемам патологии органа зрения; с 2003 года он был введен в состав организационного комитета международной Ассоциации исследования зрения и офтальмологии (ARVO, США) (Ссылка 7); в 2004 году награждён памятной медалью и сертификатом за участие в экономическом и социальном развитии провинции Ляонин (Китай) (Ссылка 9).
В 2008 на интернациональном конгрессе EUROMEDICA в Ганновере Игорю Викторовичу вручили Диплом Почетного профессора Европейской академии естественных наук и памятную медаль Роберта Коха за научные успехи, в 2009 г. на интернациональном конгрессе EUROMEDICA в Ганновере был вручен Диплом и медаль Альберта Швейцера за гуманизм в науке (Ссылка 14).
За годы лечебной работы Запускалов И. В. провел более 50 тысяч микрохирургических и лазерных операций пациентов с тяжелой патологией органов зрения Российской Федерации, стран Ближнего и Дальнего Зарубежья.
Запускалов И.В — был членом ученого совета лечебного факультета СибГМУ; с 2002 года членом диссертационного совета (Красноярская государственная медицинская академия им. В. Ф. Войно-Ясенецкого) по специальности «глазные болезни», активно работал в качестве официального оппонента.

## Награды
За свой высокопрофессиональный труд Запускалов И. В. в 2001 получил Диплом лауреата конкурса Томской области в сфере образования и науки, подписанный губернатором Томской области; в 2001 был награждён Почетной грамотой Государственной Думы Томской области; в 2007 Почетными грамотами Министерства здравоохранения и социального развития РФ, подписанной министром Зурабовым М. Ю. и Администрации г. Томска. (ссылка 17)

## Создание первой частной офтальмологической клиники в Томске
Разносторонние научные и клинические связи с мировым сообществом позволили создать успешный бизнес-проект, имя которого «Клиника профессора Запускалова». Это бренд, известный далеко за пределами Томской области.
Работу клиники характеризует «замкнутый цикл» — когда пациенту в «одном пакете» производится полная диагностика и выставляется правильный диагноз, даются рекомендации для лечения и формируется «дорожная карта» для решения проблемы. Часто для сложных случаев используется «консилиумный подход», позволяющий обсудить проблему с высокопрофессиональными докторами смежных специальностей.
Уникальные разработки, защищенные патентами, позволяют решить проблемы у пациентов с осложненными катарактами и возрастными макулодистрофиями; провести сочетанные операции при глаукоме и катаракте; с помощью аутоцитокинотерапии помочь больным с опасной патологией роговицы — эпителиально-эндотелиальной дистрофией; с помощью прямого массажа тромбированной центральной вены сетчатки и интравитреального введения лекарственных средств успешно справиться с ранее безнадежной ситуацией у пациентов с тромбозом центральной вены сетчатки (ЦВС).
Важным для развития клиники является «человеческий фактор» — все врачи-офтальмологи прямые ученики И. В. Запускалова или ученики его учеников и последователи его идей.

## Список монографий
1. Запускалов, И. В. Механика кровообращения глаза [Текст] / И. В. Запускалов, О. И. Кривошеина. — Томск : Сибирский государственный медицинский университет, 2005. — 112 с. 500 экз.
2. Кривошеина, О. И. Патогенетические особенности развития пролиферативной витреоретинопатии [Текст] / О. И. Кривошеина, И. В. Запускалов. — Томск : Сибирский государственный медицинский университет, 2006. — 184 с. 500 экз.
3. Zapuskalov, I.V. Vascular system of the eye in health and disease [Текст] / I.V. Zapuskalov, O.I. Krivosheina, Yu.I. Khoroshikh. — Tomsk: Print Manufacture Publishers, 2007. — 118 p. 300 экз.
4. Медицинские материалы и имплантаты с памятью формы .имплантаты с памятью формы в офтальмологии. Т. 14. / И. В. Запускалов, В. Э. Гюнтер, А. Н. Стеблюк и др. ; под ред. В. Э. Гюнтера. — Томск: Изд-во МИЦ, 2012. — 192 с. 500 экз.

## Список диссертаций
1. Небера Сергей Анатольевич (д-р мед. наук). Анизометропическая и рефракционная амблиопия у детей (Особенности патогенеза и лечения). Красноярск, 2002.
2. Коновалов Михаил Егорович (д-р мед. наук). Клинико-офтальмологическое обоснование критериев отбора и подготовки пациентов к рефракционным операциям. Красноярск, 2003.
3. Кривошеина Ольга Ивановна (д-р мед. наук). Клеточные механизмы развития пролиферативной витреоретинопатии (экспериментально-клиническое исследование). Томск, 2004.
4. Кочмала Олег Борисович (д-р мед. наук). Посттравматические пролиферативные процессы в глазу: их патогенетические аспекты и хирургическое лечение (экспериментально-клиническое исследование). Красноярск, 2011.
6. Шилова Ольга Геннадьевна (д-р мед. наук). Новые аспекты патогенеза и лечения диабетической ретинопатии. Красноярск, 2012.
7. Екимов Алексей Станиславович (канд мед. наук). Витрэктомия на «сухом глазу» в лечении посттравматических отслоек сетчатки. Красноярск, 1997.
8. Мхадхби Бадреддин Бен Мхадхеб (канд мед. наук). Микроциркуляция бульбарной конъюнктивы в норме и при поверхностных повреждениях роговицы. Красноярск, 1997.
9. Шилова Ольга Геннадьевна (канд мед. наук).. Оптимизация аргонлазеркоагуляции с учетом роли осмотического давления крови в развитии диабетической микроангиопатии сетчатки. Красноярск, 1997.
10. Сергеева Татьяна Михайловна (канд мед. наук). Динамическое состояние микрососудов глаза в норме и при корнеосклеральных ранениях. Красноярск, 1998.
11. Березовская Анжелика Анатольевна (канд мед. наук). Использование имплантатов на основе никелида титана при лечении тяжелых отслоев сетчатки. Красноярск, 2001.
12. Кривошеина Ольга Ивановна (канд.мед. наук). Участие мононуклеаров крови в патогенезе пролиферативной витреоретинопатии. Красноярск, 2001.
13.Гагарина Тамара Александровна (канд мед. наук). Хирургические методы лечения периферических увеитов. Красноярск, 2002.
14. Неясов Владимир Сергеевич (канд мед. наук). Ротационная фрагментация хрусталиков с твердыми ядрами (экспериментальное исследование). Красноярск, 2003.
15. Цветков Александр Львович (канд мед. наук). Некоторые аспекты хирургии катаракты при дефектах капсульной поддержки. Красноярск, 2003.
16. Синдеева Юлия Николаевна (канд мед. наук). Роль внутренней пограничной мембраны сетчатки в формировании глаукоматозной оптической нейроретинопатии. Красноярск, 2003.
17. Фетисов Алексей Александрович (канд мед. наук). Способы профилактики и лечения отечно-геморрагических форм диабетической ретинопатии. Красноярск, 2004.
18. Назаренко Ксения Александровна (канд мед. наук). Эффективность эпиретинального метода введения ферментного препарата коллализина при пролиферативной диабетической витреоретинопатии. Красноярск,
2006.
19. Мартусевич Михаил Александрович (канд мед. наук). Изучение вдияния интраокулярно введенного радиоактивного офтальмоаппликатора на ткани глаза в эксперименте. Красноярск, 2007.
20. Дашко Ирина Александровна (канд мед. наук). Комбинированный метод лечения некоторых видов регматогенной отслойки сетчатки. Красноярск, 2012.
21. Мосеев Владимир Александрович (канд мед. наук). Взаимосвязь показателей центральной и периферической гемодинамики при обструктивных уропатиях. Томск, 1999.

## Список патентов
1. Патент на изобретение № 2168967 от 20.06.2001 г. Устройство для хирургического лечения отслоек сетчатки / Запускалов И. В., Березовская А. А., Ходоренко В. Н., Проскурин А. В., Гюнтер В. Э. (заявлено 29.04.99, изобретение № 99109367/14, приоритет от 29.04.99).- Бюл. № 17.- 10с.
2. Патент на изобретение № 2182369 от 10.05.2002 г. Способ моделирования пролиферативной витреоретинопатии / Запускалов И. В., Кривошеина О. И. (заявлено 10.05.2000, изобретение № 2000111616/14, приоритет от 20.05. 2000).- Бюл. № 13.- 12 с.
3. Свидетельство на интеллектуальный продукт № 72200100047 Стекловидное тело — как среда для культивирования клеток / Запускалов И..В., Кривошеина О. И. (зарегистрирован ВНТИЦ 14.12.2001).- 5с.
4. Свидетельство на интеллектуальный продукт № 72200300011 Концептуальные аспекты патогенеза пролиферативной витреоретинопатии с позиций функциональной морфологии / Кривошеина О. И., Запускалов И. В. (зарегистрирован ВНТИЦ 25 марта 2003 г.).- 9 с.
5. Свидетельство на интеллектуальный продукт № 72200300057 Локальные механизмы модификации мононуклеаров крови под влиянием однонаправленного движения внутриглазной жидкости / Кривошеина О. И., Запускалов И. В. (зарегистрирован ВНТИЦ 12.23.2003).- 12 с.
6. Патент на изобретение № 2218897 от 20.12.2003 г. Способ лечения вторичной пленчатой катаракты / Запускалов И. В., Цветков А. Л. (заявлено 26.08.2002, изобретение № 2002122971/14, приоритет от 26.08. 2002).- Бюл. № 35.- 16 с.
7. Патент на изобретение № 2221039 от 10.05.2002 г. Способ культивирования мононуклеаров крови in vitro / Запускалов И. В., Кривошеина О. И. (заявлено 07.05.2002, изобретение № 2002112379, приоритет от 07.05. 2002).- Бюл. № 1.- 8 с.
8. Патент на изобретение № 2230537 от 20.06.2004 г. Способ хирургического лечения экссудативной сенильной макулодистрофии / Запускалов И. В., Запускалова Ю. И. (заявлено 05.11.2002, изобретение № 2002129826, приоритет от 05.11. 2002).- Бюл. № 17.- 8 с.
9. Патент на изобретение № 2236829 от 27.09.2004 г. Способ хирургического лечения глаукоматозной оптической нейропатии / Запускалов И. В., Синдеева Ю. Н., Запускалова Ю. И. (заявлено 31.03.2003, изобретение № 2003109003, приоритет от 31.03. 2003).- Бюл. № 27.-6 с. (не поддерживать)
10. Патент на изобретение № 2265425 от 10.12.2005 г. Способ лечения отечно-геморрагических форм диабетической ретинопатии / Фетисов А. А., Шилова О. Г., Запускалов И. В., Екимов А. С., Плотников М. Б. (заявлено 09.03.2004, изобретение № 2004106800 /14, приоритет от 09.03.2004).- Бюл.№ 34.- с 7.
11. Патент на полезную модель № 54508 от 10.07.2006 г. Ротационный факофрагментатор для разрушения ядра хрусталика / Гаврилин А. Н., Екимов А. С., Запускалов И. В., Черкасов В. И. (заявлено 10.01.2006, заявка 2006100664/22, приоритет от 10.01.2006) .- Бюл. № 19 от 10.07.2006.- с 3.
12. Патент на полезную модель № 57116 от 10.10.2006 г. Устройство для транссклерального проведения нити при фиксации интраокулярных линз и других интраокулярных устройств / Запускалов И. В., Хороших Ю. И., Жуйков С. А.(заявка № 2006114523, приоритет от 27.04.2006).- Бюл. № 28 от 10.10.2006 .- с.1.
13. Патент на изобретение № 2303457 от 27.07.2007 г. Способ проведения энзимотерапии / Запускалов И. В., Назаренко К. А. (заявка № 2006104794, приоритет от 15.02.2006).- Бюл. № 21 от 27.07.2007.- с.8.
14. Патент на изобретение № 2314583 от 10 января 2008 г. Радиоактивный источник и способ его изготовления / Хабас Т. А., Меркулов В. Г. Мартусевич М. А., Кулинич Е. А., Запускалов И. В., Верещагин В. И. (заявлено 02.05.2006, зяавка № 2006114898, приоритет от 02.05 2006).-Бюл. № 1 от 10.01.2008.- с.?.
15. Патент на изобретение № 2322219 от 20.04.2008 г. Способ и устройство для фиксации заднекамерных интраокулярных линз / Запускалов И. В., Хороших Ю. И., Жуйков С. А. (заявка № 2006114549, приоритет от 27.04.2006).- Бюл.№ 11 от 20.04.2008.- с.6.
16. Патент на изобретение № 2324488 от 20.05.2008 г. Способ лечения язв роговицы / Запускалов И. В., Кривошеина О. И., Елегечева О. Н. (заявка № 2006141229, приоритет от 21.11.2006).- Бюл.№ 14 от 20.05.2008.- 7с.
17. Патент на изобретение № 2325139 от 27.05.2008 г. Способ проведения интраокулярной брахитерапии / Запускалов И. В., Мартусевич М. А. (заявка № 2007107300, приоритет от 26.02.2007).- Бюл. № 15 от 27.05.2008.- 8 с.
18. Патент на изобретение № 2337656 от 10.11.2008 г. Способ лечения тромбоза центральной вены сетчатки и её ветвей / Запускалов И. В., Кривошеина О. И., Петрачков Д. В. (заявка № 2007110258, приоритет от 23.05.2007.).- Бюл. № 31 от 10.11.2008.- 10с.
19. Патент на изобретение № 95663 От 10.07.2010 г. Устройство для культивирования клеток / Запускалов И. В., Кривошеина О. И., Хлусов И. А., Мартусевич Я. А., Кочмала О. Б. (заявка № 2009129364, приоритет от 29.07.2009 г.).- Бюл. № 19 от 10.07.2010.- 2 с.
20. Патент на изобретение № 2400126 от 27.09.2010 г. Способ оценки состоятельности фильтрационной подушки после антиглаукоматозных операций / Запускалов И. В., Кривошеина О. И., Мартусевич Я. А., Кочмала О. Б. (заявка 2009124846, приоритет от 29.06.2009 г.).- Бюл. № 27.- 3 с.
21. Патент на изобретение № 2440801 от 27.01.2012 г. Способ лечения глубоких стромальных кератитов / Левченко Н. А., Кривошеина О. И., Запускалов И. В. (заявка 2010148129, приоритет от 25.11. 2010 г.).-Бюл. № 3.- 11 с.
22. Патент на изобретение № 2541834 от16.01.2015 г. Способ лечения «влажной» формы возрастной макулярной дегенерации / Хороших Ю. И., Запускалов И. В., Кривошеина О. И. (заявка № 2013149181, приоритет от 05.11.2013 г.).- Бюл.№ 5.- 13 с.
23. Патент на изобретение № 2546956 от 04.03.2015 г. Способ лечения задних увеитов / Патентообладатель (авторы): Хороших Ю. И., Запускалов И. В., Кривошеина О. И. (заявка на изобретение № 2013137150, приоритет от 07.08.2013).- Бюл.№ 10.- 12 с. (срок действия 07.08.2033 г.)